# Erik A. Egervärn
Erik Arthur Egervärn, född Jonsson den 18 december 1937 i Gåxsjö församling i Jämtlands län, död 18 januari 2023 i Hallen, Åre kommun, var en svensk ämneslärare och politiker (centerpartist). Egervärn var riksdagsledamot för Jämtlands län 1994–2002 och var kommunfullmäktiges ordförande i Åre kommun 2007–2010.
Egervärn var fil. kand. med historia som ett av huvudämnena. Han var i många år verksam i hembygdsrörelsen i Jämtlands län, bland annat som ordförande i Heimbygda och i Hallenbygdens hembygdsförening samt var under lång tid officer och kretsledare i hemvärnet. Egervärn var ledamot i Samfundet Storsjöodjurets Vänner och påstod sig själv ha sett Storsjöodjuret.
Han var en av upphovsmännen bakom begreppet ekohumanism.

## Priser och utmärkelser
- Jamtamots hederspris 2002